# KV4
A KV4, no Vale dos Reis em Egito, foi a tumba destinada ao enterro do faraó Ramessés XI da vigésima dinastia, embora não seja claro se a tumba foi ou não efetivamente usada por ele. Entrando em mais de 100 na montanha, KV4 tem a distinção de ser a última tumba real aberta no Vale.
Tempos mais tarde foi usada como residência e estábulo, e Howard Carter utilizou-a como armazém e sala de refeições durante suas escavações na KV62 na década de 1920.
A tumba não tinha sido completamente escavada até o apuramento de John Romer em 1979.